# 요 프랭키!
《요 프랭키!》(Yo Frankie!)는 원래 2008년 8월 출시가 예정되었던, 블렌더 재단 소속의 블렌더 인스티튜트가 개발한 오픈 소스 비디오 게임이다. 블렌더 인스티튜트가 2008년 초에 제작한 영화 《빅 벅 버니》의 우주와 등장인물을 배경으로 한다.
블렌더 인스티튜트의 이전 오픈 필름 프로젝트처럼 이 게임은 자유 소프트웨어를 사용하여 개발되었다. 《요 프랭키!》는 리눅스, macOS, 마이크로소프트 윈도우를 포함하여 블렌더와 크리스탈 스페이스를 구동하는 모든 플랫폼에서 실행된다.

## 줄거리
게임에서 플레이어들은 《빅 벅 버니》의 반동인물인 유대하늘다람쥐 프랭크, 모모, 또 이 게임을 위해 특별히 제작된 원숭이 역할을 맡는다.

## 역사

### 개발
이 프로젝트는 2008년 2월 1일 시작되었으며 개발은 2008년 7월 말에 완료되었다. 기술적인 지연으로 인해 실제 DVD 출시일은 11월 14일로 연기되었다.
《요 프랭키!》라는 이름은 게임의 주인공 프랭크를 가리킨다. 톤 루즌달이 제안한 것으로, 커뮤니티 투표를 통해 선정되었다.
이 게임은 GNU GPL 또는 LGPL을 통해 라이선스되어 있으며 모든 콘텐츠는 크리에이티브 커먼즈 라이선스 Attribution 3.0으로 라이선스된다.

## 반응
이 게임은 게이밍 언론에 틍해 주목을 받았다.

## 같이 보기
- 오픈 소스 게임 목록